# 4106 Nada
A 4106 Nada (ideiglenes jelöléssel 1989 EW) a Naprendszer kisbolygóövében található aszteroida. T. Nomura,  Koyo Kawanishi fedezte fel 1989. március 6-án.